# Sudesna anaulax
Sudesna anaulax är en spindelart som först beskrevs av Simon 1908.  Sudesna anaulax ingår i släktet Sudesna och familjen kardarspindlar.
Artens utbredningsområde är Western Australia. Inga underarter finns listade i Catalogue of Life.